# Vohitrarivo
Vohitrarivo est une commune rurale malgache dans le district d'Ambohimahasoa, dans la partie nord de la région Haute Matsiatra.